# Maffiosi
Maffiosi is een bordspel gemaakt door Parker/Hasbro, waarbij de spelers aan de tafel bestaan uit gangsters die er alles aan doen om elkaar het leven zuur te maken. Het einddoel van dit spel is niet verrassend: zorg dat je familie aan tafel blijft zitten en zo veel mogelijk geld verdient. De manier waarop is wel bijzonder. Er mag op elkaar geschoten worden, er mag met messen gestoken worden en er worden zelfs ontploffende taarten voor de tegenspelers op tafel gezet en slaappillen in de drankjes gestopt.
Het spel heeft ondanks bovengenoemde zaken geen agressief karakter, maar zorgt er wel voor dat spelers die terughoudend starten vaak later in het spel wel fanatiek te werk gaan.

## Doel van het spel
Het doel van het spel is om op diverse manieren zo veel mogelijk geld in bezit te krijgen.

## Verloop van het spel
Het spel speelt zich af aan een lange tafel in een obscure gelegenheid, waar elke speler met zijn maffiafamilie zaken afhandelt die het daglicht niet kunnen verdragen.

### Speelfiguren
De spelers hebben ieder een maffiafamilie tot hun beschikking bestaande uit de volgende personages:
De Boss

Deze staat aan het hoofd van de familie. Zolang hij nog aan tafel zit komt er geld binnen.
Jack Stiletto

Wanneer hij de kans krijgt steekt hij links of rechts leden van concurrerende families neer.Hij heeft namelijk standaard een mes op zak.
Revolver Robbie

Hij ziet het als een hoger doel om de persoon aan de overkant van de tafel neer te schieten. Hij zit altijd klaar met zijn vinger om de trekker van zijn revolver.
Sterke Henkie

Deze man is een dommekracht en draagt daarom geen wapens bij zich. Hij is echter levensgevaarlijk met alles wat hij op tafel vindt.

### Het Speelbord
Het speelbord bestaat uit een lange tafel met twee ronde uiteinden. Op de meeste zitplaatsen aan deze tafel bevindt zich op de tafel een voorwerp. De volgende voorwerpen kan men dan ook tegenkomen:
Café, Restaurant of Gokhal

Ligt een symbool voor één van deze zaken voor een speler op tafel dan betekent dit dat hij of zij de betreffende zaak afperst en hier iedere speelronde inkomsten uit ontvangt.
Wapens

Ligt er een mes of revolver voor een speler op tafel dan kan deze gebruikt worden om de tegenspeler mee van tafel te krijgen.
Glazen

Staat er een glas voor een speler op tafel dan moet deze oppassen. De concurrentie kan hier namelijk slaappillen in gooien.
Kassa

De speler die achter de kassa zit ziet zijn totale inkomsten iedere speelronde verdubbeld worden.

### De Voorbereiding
Iedere speler positioneert zijn familieleden dusdanig aan tafel, dat deze in het bezit komen van zaken, waarmee inkomen gegenereerd wordt of wapens waarmee de tegenspelers bestreden kunnen worden. Plaatst een speler zijn gangster op een schuine kant van de ronde uiteinden dan heeft deze geen voorwerp op tafel liggen, maar blijft door deze positie wel buiten schot van alle revolvers die er aan tafel aanwezig zijn.

### Acties
Met behulp van actiekaarten die de spelers op handen krijgen kunnen nu de volgende acties uitgevoerd worden:
Steek!

Wanneer de steekkaart uitgespeeld wordt kan een gangster met een mes op tafel óf Jack Stiletto, die altijd een mes op zak heeft een gangster links of rechts van hem/haar neersteken. De getroffen speelfiguur verdwijnt hiermee definitief van tafel.
Knal!

Wanneer de schietkaart gespeeld wordt kan een gangster met een revolver op tafel óf Revolver Robbie de gangster recht aan de overkant van de tafel neerschieten. De getroffen speelfiguur verdwijnt hiermee definitief van tafel.
Taart bestellen!

Wanneer deze kaart gespeeld wordt, plaatst de speler een taart in zijn kleur voor een speler van zijn of haar keuze. Deze actie is echter niet zo vriendelijk als hij lijkt: deze taart zit namelijk vol met explosieven!
Taart doorgeven!

Wanneer deze kaart gespeeld wordt mag een speler een taart die op tafel staat doorschuiven naar de eerstvolgende gangster aan de linker of rechterzijde.
KaBoem!

Wanneer deze kaart gespeeld wordt kan een taart op tafel vroegtijdig tot ontploffing gebracht worden. De speelfiguur met de taart voor zich op tafel overleeft deze aanslag niet. Wanneer er direct links of rechts van deze speelfiguur ook gangsters aan tafel zitten dan vliegen deze mee de lucht in! De getroffen speelfiguren verdwijnen hiermee definitief van tafel.
Slaap!

Wanneer deze kaart gespeeld wordt mag de betreffende speler drie slaappillen gebruiken. Hij of zij kiest drie gangsters uit met een glas voor zich op tafel en geeft ieder van hen één slaappil (twee pillen in één keer is niet toegestaan). De speelfiguur die deze pil ontvangt valt in slaap en kan dus zelf geen actie meer ondernemen totdat hij wakker wordt. Ook ontvangt deze gangster geen inkomsten. Wanneer een slapende gangster vóór het ontwaken nóg een slaappil in zijn glas krijgt van een volgende speler dan vormt dit een overdosis! De getroffen speelfiguur verdwijnt hiermee definitief van tafel.
Politie!

Wanneer deze kaart gespeeld wordt is er een politie-inval op handen, snel wegwezen dus! De speelfiguren die nog op tafel liggen worden van tafel gehaald en vervolgens om de beurt opnieuw aan tafel gepositioneerd. De speler die aan de beurt was mag als eerste beginnen met herplaatsen van een gangster.
Verplaatsen!

Wanneer deze kaart gespeeld wordt mag een van de eigen speelfiguren zijn plaats aan tafel verlaten en op een lege plaats aan tafel gaan zitten.
Iedere speler mag in principe één actiekaart per beurt spelen. Alleen een verplaatskaart mag nog wel als tweede kaart na een andere actiekaart gespeeld worden, maar dan wel in die volgorde.

### Speelbeurt
Elke speelbeurt verloopt volgens een vaste volgorde.
1. De taart van jouw kleur ontploft (als deze op tafel staat).

2. In het geld voor de zaken die je afperst.

3. Speel een actiekaart (of twee, zie uitleg bij actiekaarten).

4. Maak je slapende gangsters wakker.

5. Vul je hand aan tot vijf actiekaarten.

### Einde van het spel
Het spel kan op drie verschillende manieren eindigen:
Nog maar één speler aan tafel

Wanneer er nog maar één speler aan tafel zit ontvangt deze al het geld dat nog op tafel ligt.
Geen geld meer op tafel

Wanneer al het geld van tafel op is stopt het spel automatisch, de eindscore kan immers niet meer beïnvloed worden.
Big Bang!

Wanneer een ontploffing alle nog zittende spelers van tafel veegt.
De winnaar

De speler met het meeste geld wint uiteindelijk het spel, zelfs als deze niet tot het einde aan tafel heeft gezeten. Zijn er meerdere spelers met evenveel geld dan wint wel diegene die het langst aan tafel gezeten heeft.

## Spelkarakteristieken
| Onderwerp      |                               |
| -------------- | ----------------------------- |
| Aantal spelers | 3-6                           |
| Leeftijd       | vanaf 8 jaar                  |
| Speelduur      | 45 - 60 minuten               |
| Speltype       | tactisch, geluk, samenzwering |